# Kirgizistansk som
Kirgizistansk som (Ks - Som eller сом) är den valuta som används i Kirgizistan i Asien. Valutakoden är KGS. 1 Som = 100 tyiyn.
Valutan infördes den 10 maj 1993 och ersatte den ryska rubeln. Vid bytet var omvandlingen 1 KGS = 200 rubel.

## Användning
Valutan ges ut av National Bank of the Kyrgyz Republic / Кыргыз Республикасынын Улуттук Банкы - NBKR som grundades i augusti 1997 och har huvudkontoret i Bisjkek.

## Valörer
- Mynt: 10 och 50 tyiyn, 1, 3, 5 och 10 som

- Sedlar: 1, 10 och 50 tyiyn; 1, 5, 10, 20, 50, 100, 200, 500, 1000 och 5000 KGS